# Storozhi Vtorye
Storozhi Vtorye (del ruso: Сторожи Вторые) es un jútor del raión de Staromínskaya del krai de Krasnodar, en Rusia. Está situado a orillas del río Sosyka, afluente del río Yeya, 16 km al sureste de Staromínskaya y 156 km al norte de Krasnodar, la capital del krai. Tenía 101 habitantes en 2010.
Pertenece al municipio Kúibyshevskoye.